# Landkreis Koblenz

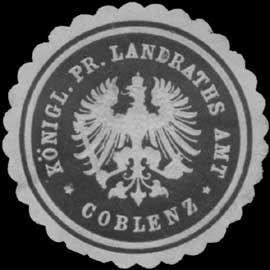
Siegelmarke K.Pr. Landrathsamt Koblenz

Der Landkreis  Koblenz ist ein ehemaliger Landkreis in Rheinland-Pfalz. Sein Gebiet gehört heute zum Landkreis Mayen-Koblenz. Der Kreissitz war in Koblenz.

## Geographie

### Nachbarkreise
Der Landkreis grenzte Anfang 1969 im Uhrzeigersinn im Norden beginnend an den Landkreis Neuwied und den Unterwesterwaldkreis, an die kreisfreie Stadt Koblenz sowie an den Loreleykreis und an die Landkreise Sankt Goar und Mayen.

## Geschichte

### Kreis Koblenz
Im Jahre 1815 wurde das Rheinland auf dem Wiener Kongress dem Königreich Preußen zugeordnet. Unter der preußischen Verwaltung wurde 1815 die 1822 in der Rheinprovinz aufgegangene Provinz Großherzogtum Niederrhein gebildet, die 1816 in Kreise und diese wiederum in Bürgermeistereien eingeteilt wurden. Der „Kreis Coblenz“ gliederte sich zunächst in die Bürgermeistereien Koblenz, Bassenheim, Bendorf, Ehrenbreitstein, Engers, Rhens, St. Sebastian, Vallendar und Winningen. 1822 wurde die Bürgermeisterei Engers dem Kreis Neuwied zugeordnet.

### Landkreis Koblenz
1887 schied die Stadt Koblenz aus dem Kreis aus und wurde kreisfrei. Gleichzeitig wurde die Bezeichnung Kreis in Landkreis geändert. In der Folgezeit wurden mehrfach Gemeinden des Landkreises nach Koblenz eingemeindet:
1891 Neuendorf, 1902 Moselweiß, 1923 Wallersheim sowie 1937 Ehrenbreitstein, Horchheim, Metternich, Neudorf, Niederberg und Pfaffendorf.
1926 wurde die amtliche Schreibweise in Landkreis Koblenz geändert. Seit 1946 war der Landkreis Teil des neugegründeten Landes Rheinland-Pfalz.
Im Rahmen der ersten Stufe der rheinland-pfälzischen Kreisgebietsreform wurden am 7. Juni 1969 die Gemeinden Alken, Beulich, Brey, Brodenbach, Burgen, Dommershausen, Eveshausen, Macken, Morshausen, Niederfell, Nörtershausen, Oberfell und Spay aus dem aufgelösten Landkreis St. Goar sowie die Gemeinden Gondorf, Hatzenport, Kattenes, Lehmen und Löf aus dem Landkreis Mayen in den Landkreis Koblenz eingegliedert. Gleichzeitig schieden die Gemeinden Kapellen-Stolzenfels und Kesselheim aus dem Landkreis aus und wurden nach Koblenz eingemeindet.
Am 7. November 1970 wurde der Landkreis aufgelöst:
- Die Gemeinden Beulich, Dommershausen, Eveshausen und Morshausen kamen zum Rhein-Hunsrück-Kreis.
- Die Gemeinden Arenberg-Immendorf, Arzheim, Bubenheim, Güls, Lay und Rübenach wurden nach Koblenz eingemeindet.
- Alle übrigen Gemeinden bildeten zusammen mit dem größten Teil des aufgelösten Landkreises Mayen den neuen Landkreis Mayen-Koblenz.

## Einwohnerentwicklung
| Einwohner         | 1816   | 1871   | 1885   | 1900   | 1910   | 1925   | 1939   | 1950   | 1960   | 1969   |
| ----------------- | ------ | ------ | ------ | ------ | ------ | ------ | ------ | ------ | ------ | ------ |
| [ 5 ] [ 6 ] [ 7 ] | 39.698 | 46.054 | 54.755 | 60.563 | 63.619 | 68.457 | 58.029 | 67.227 | 74.900 | 98.000 |

## Landräte
- 1816–182800Carl Joseph Burret
- 1828–182900Jacob Reiff (vertretungsweise)
- 1829–183000Jakob d’Ester (vertretungsweise)
- 1830–185700Klemens von Boos-Waldeck
- 18570000000Ferdinand von Bleul (auftragsweise)
- 1857–185900Reinhard von Hymmen
- 18590000000Oskar von Nostitz (auftragsweise)
- 18590000000Gustav Blancke (auftragsweise)
- 1859–188400Jakob Raitz von Frentz
- 1884–188900Otto Graf Beissel von Gymnich
- 1889–189600Franz von Brühl
- 1896–191900Franz von Barton gen. von Stedman
- 1919–192100Sigmund Adelmann von Adelmannsfelden
- 1922–193300Gerhard Weil
- 1933–194000Wilhelm Struve
- 1940–194400Karl Statz (vertretungsweise)[8]
- 1942–194500Hans Ballmaier (kommissarisch)[9]
- 1945–194700Maximilian Raitz von Frentz
- 1947–196000Jakob Jost
- 1961–000000Karl Rittel

## Städte und Gemeinden
Die folgende Tabelle enthält alle Städte und Gemeinden, die dem Landkreis vor 1969 angehörten sowie alle Eingemeindungen:
| Gemeinde             | eingemeindet nach  | Datum der Eingemeindung |
| -------------------- | ------------------ | ----------------------- |
| Arenberg             | Arenberg-Immendorf | 7. Juni 1969            |
| Arzheim              | Koblenz            | 7. November 1970        |
| Bassenheim           |                    |                         |
| Bendorf, Stadt       |                    |                         |
| Bisholder            | Güls               | 1. April 1938           |
| Bubenheim            | Koblenz            | 7. November 1970        |
| Dieblich             |                    |                         |
| Ehrenbreitstein      | Koblenz            | 1. Juli 1937            |
| Güls                 | Koblenz            | 7. November 1970        |
| Horchheim            | Koblenz            | 1. Juli 1937            |
| Immendorf            | Arenberg-Immendorf | 7. Juni 1969            |
| Kaltenengers         |                    |                         |
| Kapellen-Stolzenfels | Koblenz            | 7. Juni 1969            |
| Kärlich              | Mülheim-Kärlich    | 7. Juni 1969            |
| Kesselheim           | Koblenz            | 7. Juni 1969            |
| Kettig               |                    |                         |
| Kobern               | Kobern-Gondorf     | 7. Juni 1969            |
| Lay                  | Koblenz            | 7. November 1970        |
| Mallendar            | Vallendar          | 1. April 1939           |
| Metternich           | Koblenz            | 1. Juli 1937            |
| Moselweiß            | Koblenz            | 1. April 1902           |
| Mülheim              | Mülheim-Kärlich    | 7. Juni 1969            |
| Neudorf              | Koblenz            | 1. Juli 1937            |
| Neuendorf            | Koblenz            | 1. Juli 1891            |
| Niederberg           | Koblenz            | 1. Juli 1937            |
| Niederwerth          |                    |                         |
| Pfaffendorf          | Koblenz            | 1. Juli 1937            |
| Rhens                |                    |                         |
| Rübenach             | Koblenz            | 7. November 1970        |
| Sankt Sebastian      |                    |                         |
| Sayn                 | Bendorf            | 1. Oktober 1928         |
| Urbar                |                    |                         |
| Urmitz               |                    |                         |
| Vallendar, Stadt     |                    |                         |
| Waldesch             |                    |                         |
| Wallersheim          | Koblenz            | 1. Oktober 1923         |
| Weißenthurm          |                    |                         |
| Weitersburg          |                    |                         |
| Winningen            |                    |                         |
| Wolken               |                    |                         |

Die Gemeinden Alken, Arenberg-Immendorf, Beulich, Brey, Brodenbach, Burgen, Dommershausen, Eveshausen, Hatzenport, Kattenes, Kobern-Gondorf, Lehmen, Löf, Macken, Morshausen, Mülheim-Kärlich, Niederfell, Nörtershausen, Oberfell und Spay gehörten dem Landkreis nur im letzten Jahr seines Bestehens zwischen dem 7. Juni 1969 und dem 7. November 1970 an.

## Kfz-Kennzeichen
Am 1. Juli 1956 wurde dem Landkreis bei der Einführung der bis heute gültigen Kfz-Kennzeichen das Unterscheidungszeichen KO zugewiesen. Es wird in der kreisfreien Stadt Koblenz durchgängig bis heute ausgegeben.